# 佛朗哥·斯奎拉里
佛朗哥·斯奎拉里（1975年8月22日—），阿根廷職業網球運動員，在他的職業生涯，他贏得了3個ATP巡迴賽單打冠軍，在2000年法國網球公開賽他進入了半決賽，敗給當屆亞軍瑞典球員馬格努斯·諾曼。
他在2005年宣佈退役。他是少數幾個網球運動員對費德勒有一個完美的100％的紀錄，在香港表演賽二次擊敗羅傑·費德勒。

## ATP巡迴賽冠軍 (3)
- 1999 (1) - 慕尼黑
- 2000 (2) - 慕尼黑、斯圖加特

## 外部連結
- 佛朗哥·斯奎拉里（英文/西班牙文）的官方資料
- 佛朗哥·斯奎拉里的國際網球總會 職業／青少年 官方資料（英文）
- 佛朗哥·斯奎拉里的官方資料（英文）